# Săn lợn rừng

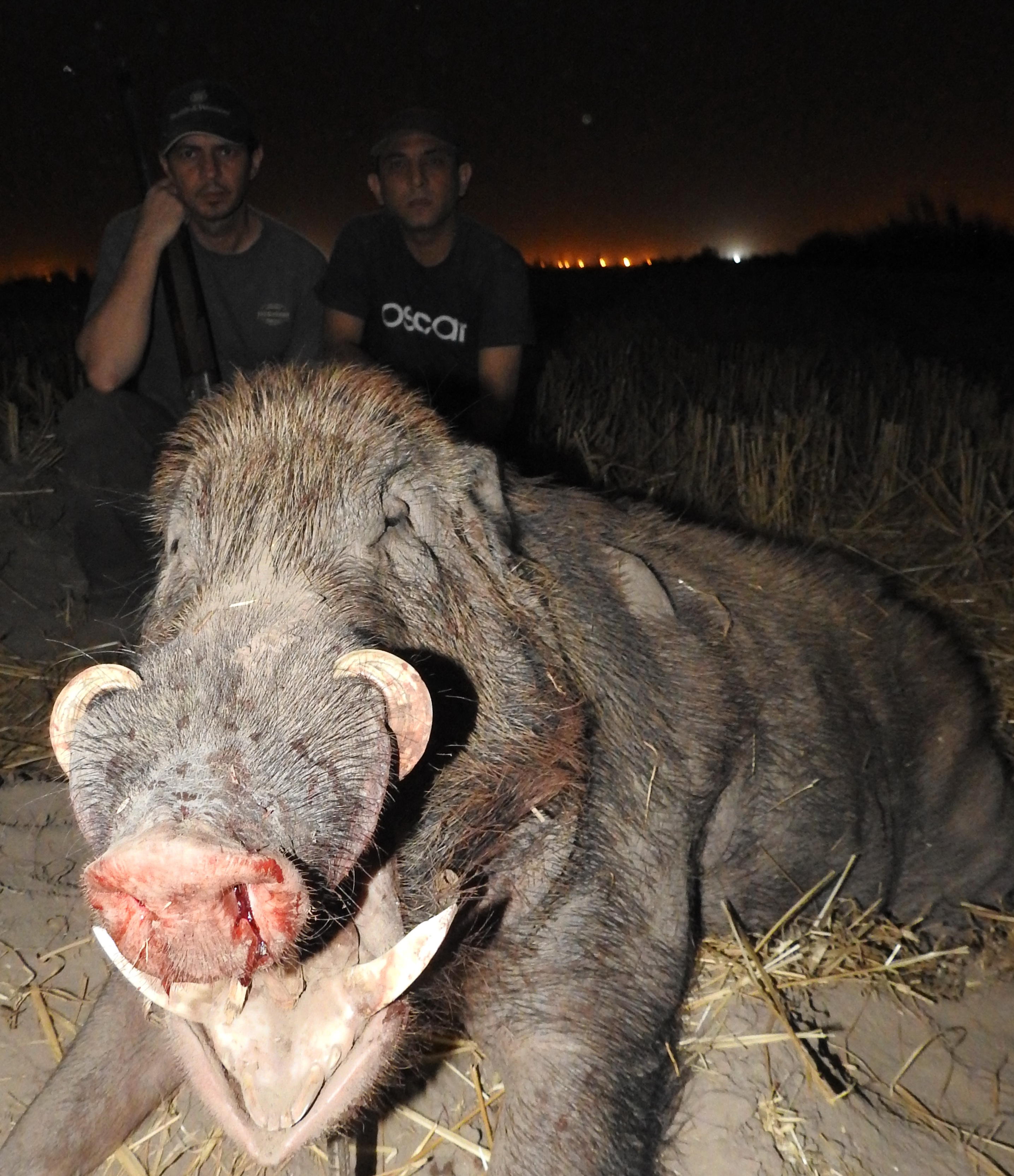
Một con lợn rừng bị bắn hạ

Săn lợn rừng hay săn heo rừng hay thú săn lợn rừng, thú săn heo rừng nói chung là việc thực hành săn bắn các loại lợn rừng hoặc lợn hoang. Săn lợn rừng thường là một bài kiểm tra lòng dũng cảm vì những con lợn rừng khá lì lợm, táo tợn và những con lợn có kích thước phát triển là một động vật lớn trang bị cặp nanh sừng lớn cùng với lớp da dày. Đối với nhiều người thì săn lợn rừng cũng là một thú vui của những người đi săn, ở một số nơi, săn lợn rừng còn là một công việc để tìm kiếm nguồn thực phẩm, một thú vui và tăng thu nhập. Ở một số nơi khác, việc săn lợn rừng được coi là một biện pháp hữu hiệu để kiểm soát số lượng của loài lợn rừng, ngăn ngừa chúng phá hoại mùa màng trong điều kiện chúng sinh sôi rất nhanh do không gặp phải thiên địch trong tự nhiên.

## Tổng quan
Lợn rừng hay lợn lòi (Sus scrofa) là tổ tiên hoang dã của lợn nhà. Nó có nguồn gốc ở hầu hết khắp vùng Trung Âu, khu vực Địa Trung Hải (bao gồm cả dãy núi Bắc Phi) và nhiều nước châu Á như xa về phía nam như Indonesia và phân bố rộng rãi ở những nơi khác. Lợn rừng bị săn bắt để lấy thịt và để giảm thiểu thiệt hại gây ra cho cây trồng, mùa màng và hệ sinh thái rừng. Lợn là loài ăn tạp nên chúng ăn hầu như tất cả mọi thứ. Chúng phá hủy mọi thứ như mùa màng, giao thông, ao hồ, đồng thời hủy diệt hệ sinh thái vì chúng ăn tất cả - chim, bò sát, ếch nhái, các động vật không xương.
Một con lợn đực trưởng thành được xem là đặc biệt nguy hiểm do chúng có bản tính hung dữ, lỳ lợm có máu điên tiết, chúng rất nhanh nhẹn, có lớp da dày và có cặp răng nanh khoằm có khả năng gây chết người. Lợn rừng là loài rất hung dữ, chúng sống lâu trong rừng, Chúng có mõm dài cứng để đào đất, nó mọc 2 răng nanh nhọn hoắt. Đây là thứ vũ khí rất lợi hại của chúng để chống lại kẻ thù và cũng là 1 điểm khác biệt lớn so với lợn nhà, Da và lớp lông lợn lòi rất dày, như 1 tấm áo giáp vững chắc.

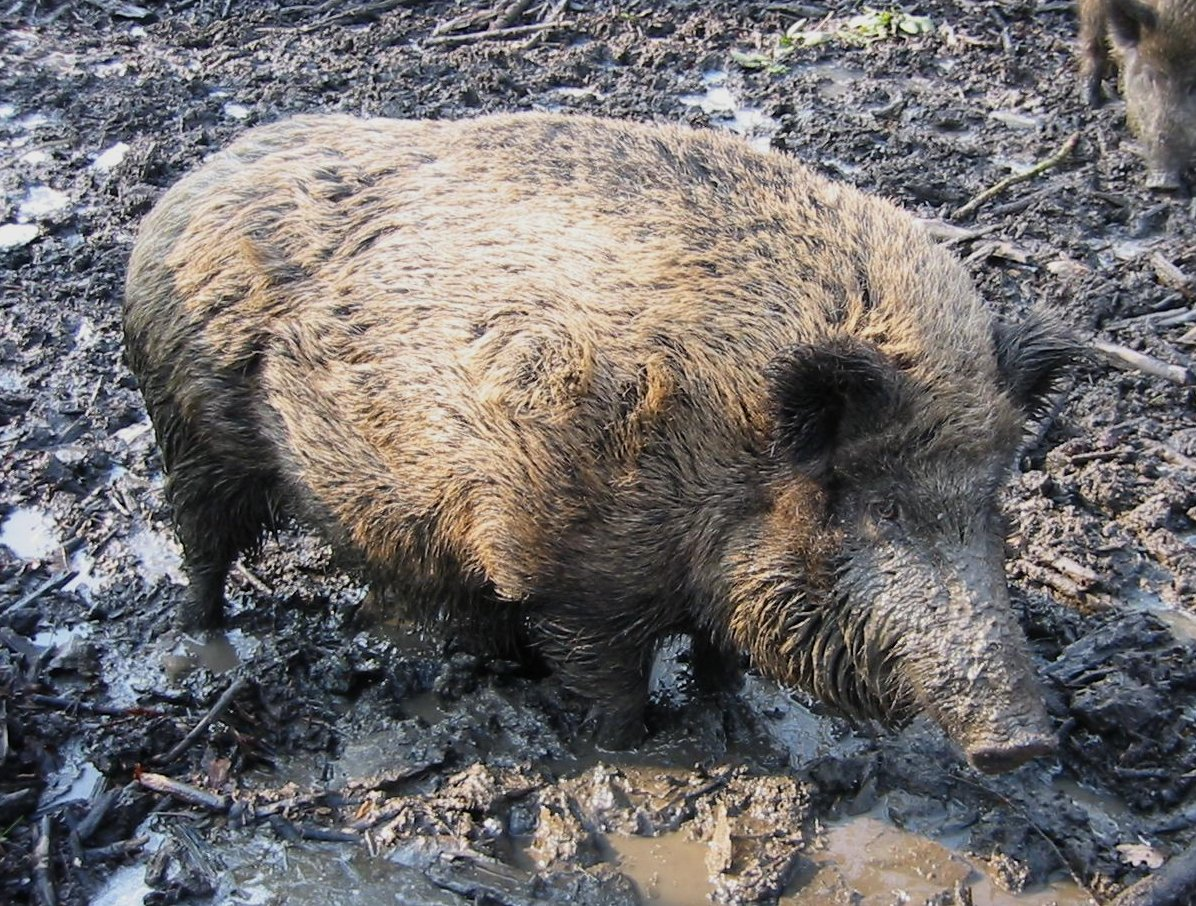
Một con lợn rừng

Trong tự nhiên, lợn rừng là loài thú hung dữ là lì lợm, khi bị thương nó có thể liều lĩnh húc cả trâu khiến trâu bật ngã. Thiên địch của lợn rừng là hổ, loài chuyên săn lợn rừng trong chuỗi thức ăn của mình. Nếu sơ ý, hổ hoàn toàn có thể bị giết chết bởi cặp răng nanh sắc nhọn của lợn rừng. Nhưng trong một cuộc chiến tay đôi với lợn rừng thì hổ thường tạo tư thế đứng chếch ngang rồi quay sang vít đầu lợn xuống đất để vô hiệu hóa chiếc mồm với cặp răng này, tạo thế thượng phong và những vết cắn chí mạng vào gáy lợn rừng sẽ lấy mạng nó. Vì vậy, một con hổ mới trưởng thành cũng có thể đánh bại được một con lợn rừng to khỏe. Với trọng lượng khoảng 180 kg, lợn rừng hoang dã ít nhiều gây hoang mang cho những kẻ săn mồi.
Với bản tính của mình, lợn rừng rất thích phá phách, Lợn rừng rất thích và có khả năng đào bới, trong một khu bãi cỏ rậm rạp có cả những loại cây có gai cũng sẽ bị cày xới lên, cỏ cây nhỏ bị ăn sạch sau một vài ngày lợn đến, lợn thường gặm, cà mình vào cây để gãi ngứa, đái vào gốc cây làm cây chết. Chúng có đặc tính cực kỳ phàm ăn, gây hại cho những nương ngô, nương sắn khi còn sống hoang dã. Tại bản Ngân Văn Cảnh, bản Co Cài, Trung Lý, Mường Lát, Thanh Hóa là bạt ngàn đồi núi thường có đàn lợn lòi trên núi về bản phá tung hoa màu đặc biệt là lợn lòi thường về phá sắn những nương sắn bị chúng cày ủi thường xuyên. Đại Bình thì hồi đầu thế kỷ XX, heo rừng ở đây rất nhiều. Có khi chúng kéo thành đàn mười mấy hai chục con sục sạo thâu đêm suốt sáng. Cho nên, nếu không đặt bẫy, không săn bắt thì chúng sẽ phá nát hết hoa màu, đây là vùng đất mà heo rừng thường xuống kiếm ăn, chủ yếu là những vạt khoai, sắn của bà con trồng ở bìa rừng.
Ở thôn Đại Bình thị trấn Trung Phước, huyện Nông Sơn, tỉnh Quảng Nam nơi đây còn nổi tiếng là làng săn lợn rừng, do địa thế thuận lợi, phía sau núi dựng, trước mặt là sông nên lợm rừng sinh sống ở đây rất nhiều, do đó mùa săn lợn rừng chủ yếu vào tháng Chạp đến tháng Giêng, đây là thời điểm nhiều lợn rừng nhất, dân làng trồng khoai, sắn ở bìa rừng bị chúng tàn phá dữ dội. Là nơi tụ tập của lợn rừng, chúng đi thành đàn gần mấy chục con di chuyển từ vách núi ra sông uống nước. Trên đường đi, chúng phá sạch hoa màu người dân. Tại vùng U Minh Hạ, lợn rừng trong U Minh Hạ nhiều, chúng làm ổ bằng cây dớn to trong rừng. Chúng ủi đất tung tóe khắp nơi, chúng thường xuyên mò về ruộng vườn của đồng bào để phá trong đó khỉ và lợn rừng thì chỉ phá phách. Chúng ủi đất trốc cây, vặt quả nghịch chơi.
Mặc dù là loài đào bới ăn củ quả và tính vốn không hung dữ nhưng lợn rừng ở Việt Nam do bị săn bắn quá nhiều nên chúng trở nên hung dữ, chống cự quyết liệt các đối thủ, thậm chí gây trọng thương cho thợ săn khi không còn đường chạy trốn. Chẳng hạn như ở hai huyện Hương Khê và Hương Sơn Hà Tĩnh có khoảng 100 nhóm thợ săn lợn rừng, và ngày nào cũng có vài con lợn rừng bị mổ thịt, ở vùng U Minh Hạ, lợn rừng cũng là nguồn thực phẩm dồi dào cung cấp cho người dân và người ta hay đặt bẫy và dùng chó săn để bắt lợn rừng. Ngày nay, nhiều nơi không còn ai tổ chức đi săn heo rừng do số lượng heo rừng ngày càng ít. Không chỉ chấm dứt săn và không làm hầm bẫy heo rừng, vì chúng cũng không còn mò xuống phá hoại hoa màu của người dân như trước nữa.

## Lịch sử

### Hy Lạp - La Mã
Trong nền văn hóa Hy Lạp cổ đại, heo rừng đại diện cái chết, do mùa săn bắn của nó bắt đầu vào ngày 23 Tháng Chín, kết thúc gần cuối năm nay. Heo rừng cũng được coi là một đại diện của bóng tối chiến đấu chống lại ánh sáng do màu sắc bộ lông tối tăm của nó và thói quen ăn đêm. Săn heo rừng xuất hiện thường xuyên trong thần thoại Hy Lạp cổ đại và văn học. Việc đề cập đến ghi nhận đầu tiên của một cuộc săn lợn rừng ở châu Âu xảy ra ở 700 trước Công nguyên trong màn biểu diễn của người đi săn heo rừng Calydonian của Homer. Trong tác phẩm Odyssey của Homer, Odysseus đã bị thương ở chân trong cuộc săn heo rừng khi còn là một cậu bé. Vết sẹo trên chân của mình là những gì dẫn Eurycleia để nhận ra anh trên trở về từ Ithaca. Trong truyền thuyết của Hoàng tử Adonis, nhân vật đi săn heo rừng và bị giết chết bởi nó. Kỳ công thứ ba của Heracles tham gia chụp con lợn Erymanthian. Theo truyền thuyết của việc thành lập Êphêsô, thành phố được xây dựng trên mặt đất, nơi một con lợn đã bị giết bởi Hoàng tử Androclos.

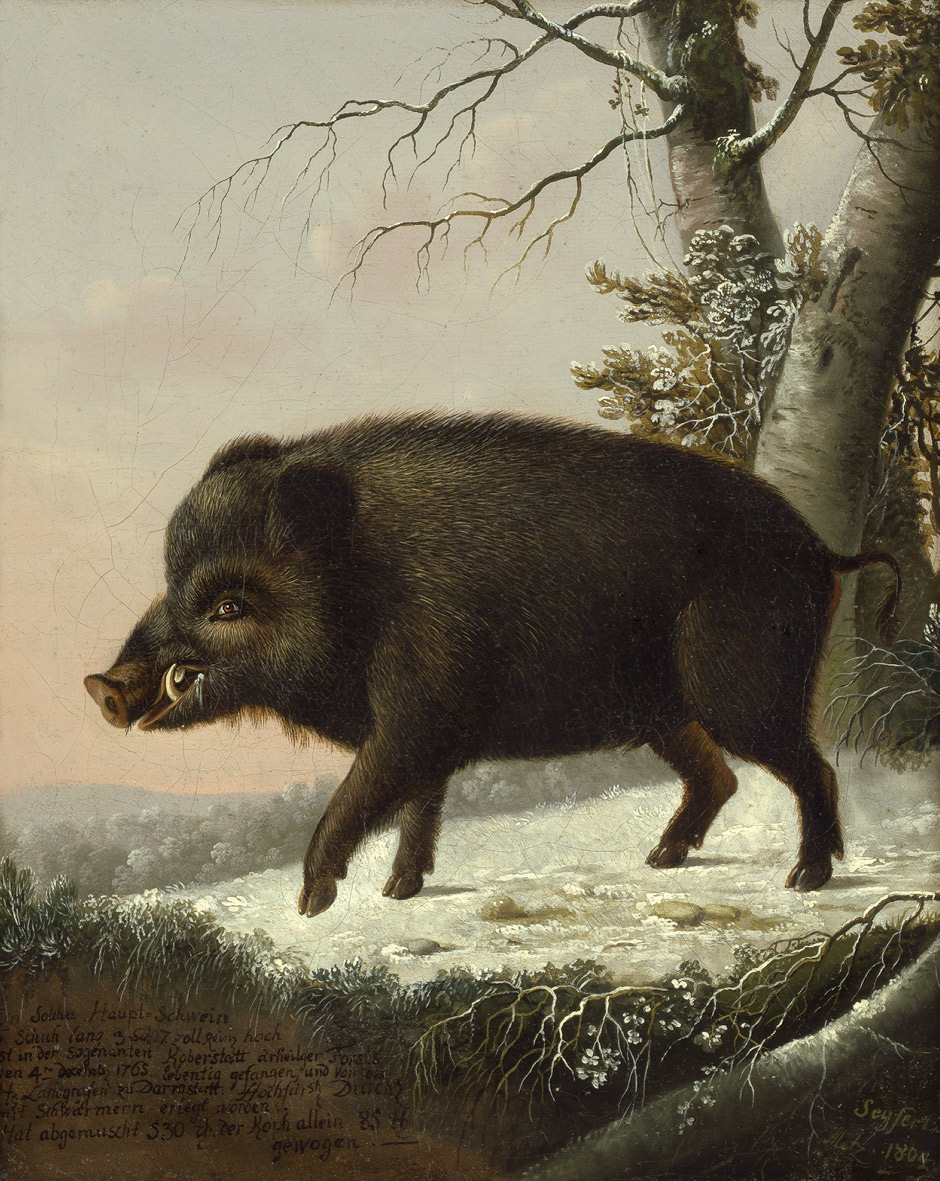
Họa phẩm châu Âu về một con lợn rừng

Trong thần thoại Hy Lạp về 12 kỳ công của Héc-Quyn, có nhiệm vụ Con heo rừng ở núi Erymanthus, Nhiệm vụ thứ tư này đưa Heracles về lại Arcadia trong cuộc truy lùng con heo rừng khổng lồ và tàn ác, mà chàng được yêu cầu phải bắt sống nó. Trong khi đang theo dấu con vật, chàng dừng chân ghé thăm nhân mã Pholus. Con nhân mã trong khi đang xem một trong những mũi tên của Heracles thì tình cờ làm rơi trúng chân mình. Do mũi tên đã được tẩm nọc độc của con rắn Hydra nên làm cho Pholus chết ngay lập tức. Heracles cuối cùng cũng xác định được vị trí con heo rừng trên đỉnh Erymanthus và tìm được cách lùa nó vào trong một bãi tuyết, tóm chặt nó. Vác con heo rừng lên vai, Heracles mang nó về cho Eurysheus, làm hắn sợ hãi nép mình sau cánh cửa kho hé mở như thường lệ. Và chiến lợi phẩm của chàng là 1 cây chùy được làm bằng sấm chớp.
Người La Mã cổ đại để lại nhiều thông tin về săn bắn heo rừng hơn những người Hy Lạp cổ đại trong cả văn học và nghệ thuật. Săn bắn trở nên phổ biến trong giới trẻ La Mã bắt đầu từ thế kỷ thứ ba trước Công nguyên. Săn bắn được xem như là một cách để củng cố nhân vật và tập thể dục nâng cao sức mạnh thể chất. Heo rừng đã được biết đến là các loài động vật được cho là thói quen đơn độc. Theo Pliny Già, Fulvius Lippinus là người La Mã đầu tiên tạo ra một khu dự phòng cho heo rừng, nơi ông sẽ cho săn bắn trong mảnh đất của mình ở Tarquinia.

### Thời Trung Cổ
Vào thời trung cổ châu Âu, Các bộ tộc người Đức coi con nai và không phải là lợn đực giống như là sự cao quý nhất. Không giống như những người La Mã cho ai heo rừng săn bắn được coi là một trò tiêu khiển đơn giản, săn bắt lợn trong thời trung cổ châu Âu đã được chủ yếu là thực hiện bằng cách thức của giới quý tộc với mục đích rèn luyện kỹ năng võ nghệ. Đó là truyền thống cao quý để thử thách con ngựa của mình một khi lợn bị dồn ép và để kết thúc nó với một con dao găm. Để tăng cường tính thách thức, một số thợ săn sẽ bắt đầu môn thể thao của họ ở mùa lợn giao phối, khi các loài động vật đã trở nên hăng hái và hung hăng hơn.
Nhiều tài liệu cho thấy rằng lợn rừng được mô tả phong phú trong thời trung cổ châu Âu. Có một mối tương quan của các tài liệu từ gia đình quý tộc và giáo sĩ cho biết có sự đòi hỏi cống phẩm từ bình dân dưới hình thức xác heo rừng hoặc bộ phận cơ thể của heo rừng. Năm 1015 Ottone Orseolo yêu cầu cho bản thân và người kế nhiệm ông đầu và bàn chân của mỗi con lợn bị giết trong khu vực của mình có ảnh hưởng. Ngoài ra dưới thời kỳ phong hầu kiến ấp này, nhiều lãnh chúa phong kiến đã khoanh vùng sinh sống của lợn rừng để dành riêng cho việc săn bắn. Trong giai đoạn này, vì thiếu vũ khí hiệu quả như súng, săn bắt lợn đòi hỏi một số tiền chi phí rất cao và lòng can đảm, và thậm chí cả vua Pháp Philip IV chết vì rơi xuống ngựa khi bị một con lợn tấn công.

### Thời Phục Hưng
Thời kỳ Phục hưng đã cho thấy việc giảm đáng kể của rừng đối với nông nghiệp, do đó làm giảm bớt một số quần thể heo rừng. Lợn đang ngày càng bị săn bắn của người giàu, những người sử dụng vũ khí tối tân hơn là sử dụng giáo, dao găm, cung tên, bây giờ đã có vũ khí cho phép họ giết lợn xa một cách nhanh chóng và hiệu quả, chỉ cần giương súng từ xa, ngắm chuẩn và bắn một phát một thì có thể dễ dàng đoạt mệnh được một con lợn rừng. Việc giảm số lượng lợn dẫn đến sự hình thành của khu dự trữ săn bắn. Tình trạng bất ổn dân sự sau khi kết thúc cuộc Cách mạng Pháp chấm dứt đặc quyền phong kiến và việc săn bắn đã được giải phóng dẫn đến giảm trong các quần thể heo rừng. 

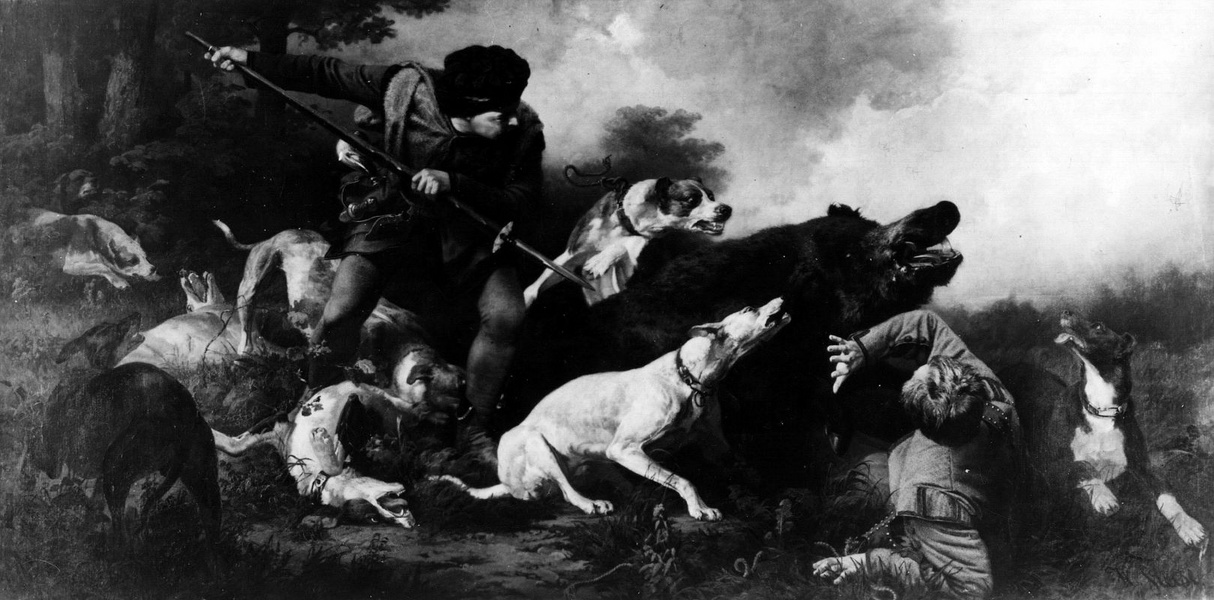
Cảnh săn lợn rừng

Ở Ấn Độ, những cuộc săn heo rừng là phổ biến trong văn hóa của người Jatts, người Gujjars, người Rajputs, người Sikh, người Maharajas, và với các nhân viên công chức của Anh trong thời Victoria và Edwardian. Theo ấn bản năm 1911 của Từ điển Bách khoa Anh (Encyclopædia Britannica) cho biết, săn lợn rừng được sự khuyến khích của chính quyền quân sự vì đây chính la đào tạo tốt cho binh lính bởi vì một con lợn rừng giật mình hay tức giận được coi như một cỗ máy chiến đấu trong tuyệt vọng do đó đào luyện cho người ta có một con mắt tốt, một bàn tay chắc chắn, một chỗ ngồi vững chắc, một cái đầu lạnh và một trái tim dũng cảm. Robert Baden-Powell, người sáng lập phong trào Hướng đạo đã viết một cuốn sách về chủ đề này. Michael Rosenthal cũng cho rằng đây là một môn thể thao thú vị.

### Ngày nay
Người Tây Ban Nha đem lợn rừng tới Bắc Mỹ trong thế kỷ 16 để phục vụ hoạt động săn bắn và đến nay, Khoảng 5 triệu con lợn hoang đang tung hoành khắp nước Mỹ và trở thành vấn đề lớn đối với giới chức nước này. Săn lợn rừng khổng lồ là thú vui đỉnh cao của giới đam mê săn bắn Mỹ, Nga và các nước châu Âu, trong đó Lợn rừng độc chiếc là loài khổng lồ. Trong môi trường hoang dã, trọng lượng của lợn có thể đạt tới 136 kg trở lên. Đã từng có thợ săn ở Mỹ bắn được lợn rừng độc chiếc nặng tới nửa tấn. Người dân Mỹ thấy lợn rừng tại ba phần tư số bang. Số lượng lợn rừng đạt mức cao nhất tại bang Texas. Vì thế giới chuyên gia dự đoán những vấn đề mà lợn hoang gây nên tại Texas sẽ trở nên tồi tệ hơn trong tương lai, bất chấp việc chính quyền bang chi 7 triệu USD mỗi năm để khống chế sự sinh sôi của lợn.

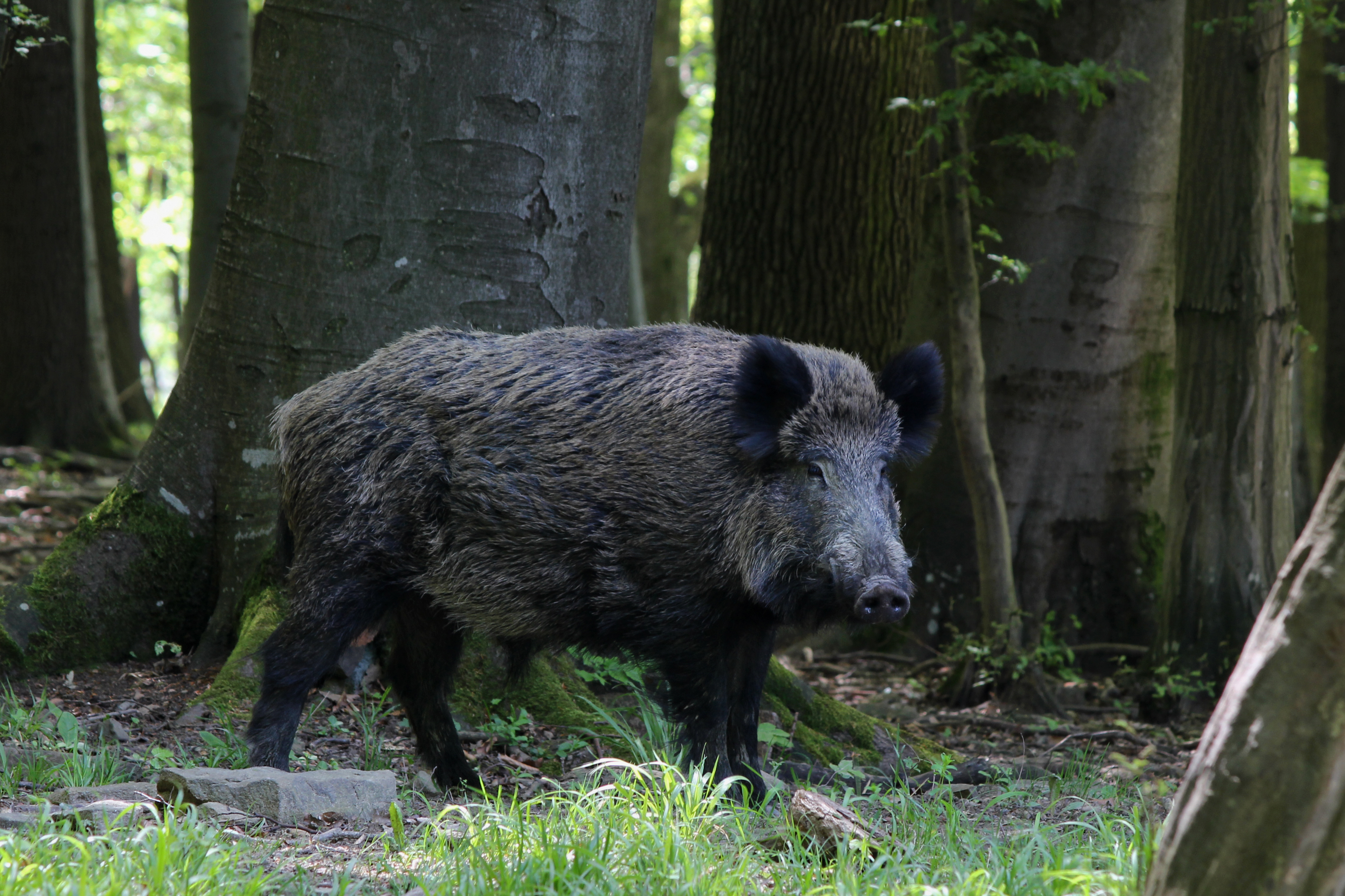
Người Tây Ban Nha đã nhập lợn rừng về Mỹ để thỏa thú săn bắn của mình

Số lượng của chúng đang tăng nhanh chóng ở nhiều khu vực, Khả năng sinh sản cao là yếu tố chính giúp lợn hoang sinh sôi mạnh mẽ. Sau khi chào đời 6 tháng, lợn cái đã có thể mang thai. Chúng sinh ra trung bình sáu con mỗi lứa và mỗi năm chúng đẻ trung bình 1,5 lứa. Chúng gây nên thiệt hại kinh tế 1,5 tỷ USD mỗi năm. Theo thống kê của Bộ Nông nghiệp Mỹ, hơn 5 triệu con lợn rừng đang sống tại các bang. khá hung dữ đối với người và thú nuôi. Chúng có thể gây nên nhiều mối họa đối với thiên nhiên, ví dụ như ăn những động vật nguy cấp hay phát tán những loài cỏ xâm lấn. Ngoài ra, lợn rừng có thể truyền hơn 30 loại bệnh cho con người, gia súc và các động vật hoang dã khác. Thói quen đào đất và ăn rễ cây của chúng làm giảm năng suất cây trồng trong nông trại. Những chiếc hố mà lợn rừng tạo ra trên đường có thể gây nên tai nạn giao thông bất ngờ.
Cính quyền bang New Mexico gần đây chi một triệu USD để lập chương trình săn, bẫy và diệt lợn hoang. Giới chức muốn kết hợp nhiều biện pháp, bởi lợn rừng thông minh đến nỗi chúng luôn rút kinh nghiệm sau mỗi lần thoát chết. Sau khi tiêu diệt một đàn lợn, họ cố tình để một con lợn cái sống sót và gắn một vòng lên cổ nó. Nhờ thiết bị theo dõi trên vòng, thợ săn có thể phát hiện vị trí của những đàn lợn khác và diệt chúng.
Tại các tỉnh miền Trung Việt Nam hiện có đến hàng trăm toán thợ đi săn heo rừng, đông nhất là dân các tỉnh Quảng Bình, Quảng Trị và Thừa Thiên - Huế, Hà Tĩnh và Nghệ An. Chỗ nào có heo và thú là đặt bẫy, bất kể đó là rừng cấm. Mỗi ngày có hàng trăm con heo rừng bị mắc bẫy, giết thịt việc săn heo rừng là vi phạm pháp luật ở Việt Nam nên những người này hoạt động rất tinh vi. Họ thường di chuyển trên đường vào ban đêm để ít khi bị phát hiện, theo dõi. tại xã Quế Trung, huyện Nông Sơn, tỉnh Quảng Nam, nghề săn heo rừng từ bao đời đã gắn bó với người dân nơi đây và hiện nay vẫn còn rất nhiều hố bẫy ở vùng núi khu vực này. Ngoài ra ở Việt Nam ngày nay, giới dân chơi, nhất là những đại gia kinh doanh đua nhau săn tìm loại nanh heo tròn, nanh dài, cong tự nhiên thành vòng tròn để làm bùa hộ mệnh, theo quan niệm đồn đại thì những chiếc nanh heo này có khả sức mạnh tâm linh giúp trấn giữ của cải. Việc đeo hay sở hữu nanh heo rừng chủ yếu xuất phát từ niềm tin tâm linh và tín ngưỡng dân gian, việc coi nanh heo tròn là món hàng tránh ma tà, quỷ quái, buôn bán gặp may là mê tín.
Tại Mỹ, Cậu thiếu niên 11 tuổi Jamison Stone ở bang Alabama miền nam nước Mỹ đã làm nên chiến tích tại khu rừng Pickensville là đã bắn hạ con lợn mà người ta gọi là quái vật lợn rừng. Khi săn con mồi này cậu cùng bố và 2 người thợ đã đuổi bắt nó khắp khu rừng trong suốt 3 giờ đồng hồ cho đến khi mệt lả và phải đến phát thứ tám con thú khổng lồ mới chịu ngã gục trước mũi súng 0.5 ly, tuy vậy lợn rừng nổi tiếng là sống dai, vì thế ngay cả khi quái thú khuỵu ngã đội thợ săn vẫn không dám bước ngay lại gần, chờ một lúc lâu sau, Mike Stone cùng 2 người thợ mới dò dẫm tiến vào, chuẩn bị bộc phá phòng trường hợp nó vùng dậy tấn công.Dân làng Pickensville đã phải sát phạt một khoảnh rừng lớn rồi dùng xe tải kéo nó về đến trang trại Clay ở Lineville.
Một ghi nhận khác, Một thợ săn ở bang Bắc Carolina một con lợn rừng nặng gần 230 kg. Người thợ săn đã dùng súng trường xử lý con lợn rừng sau khi đã theo dõi và đặt bẫy nó suốt 1 tháng, đó là khổng lồ đang chạy xung quanh khu rừng của vùng Đông Bắc Carolina. Đây là con lợn khác xa hoàn toàn với những con lợn nuôi mà mọi người thường ăn. Rất khó khăn để có thể di chuyển được con lợn rừng sau khi nó thiệt mạng. Việc làm thịt con lợn rừng nói trên có thể mang lại lượng thực phẩm đủ chất trong 2 tủ đông lạnh.
Ở Australia, Các nhà bảo vệ quyền động vật ở Australia đã lên tiếng phản đối việc săn bắn lợn rừng trái phép ngày càng tăng ở Úc, ngày càng có nhiều phụ nữ tham gia săn bắn lợn rừng. Phần lớn các nữ thợ săn là người Australia hoặc New Zeeland. Những người phụ nữ trên thường đi săn lợn cùng các chú chó săn. Sau khi bắn hạ một con lợn rừng, họ thường vác lên vai hoặc chụp ảnh "tự sướng" bên cạnh xác của các chú lợn rừng, chia sẻ ảnh lên Facebook. Cơ quan bảo vệ môi trường Australia, số lượng lợn rừng ngày càng giảm do không thể kiểm soát được tình trạng săn bắn trái phép.

## Cách thức
Cuộc săn lợn rừng là một hình thức săn bắt hay săn bắn heo rừng được thực hiện bởi các cá nhân, hoặc nhóm người đi bộ hoặc cưỡi ngựa sử dụng một giáo đâm lợn chuyên dụng ở châu Âu. Giáo đâm lợn đôi khi trang bị một cái ngạnh bảo vệ để ngăn chặn con thú khi tức giận lao cả cơ thể của nó tiếp tục tấn công sát thủ của mình trước khi chết. Ở Ba Tư thợ săn quý tộc sử dụng voi để đuổi theo con lợn và bao vây chúng trong vùng đầm lầy. Các thợ săn sau đó sẽ sử dụng một cây cung để bắn lợn đực từ một chiếc thuyền. Vì lợn rừng có mũi rất thính nên thợ săn lợn rừng phải đứng ở cuối chiều gió mới săn được nó, heo rừng ngửi được hơi người lạ chúng rất tinh, chỉ cần có một dấu hiệu lạ là chúng không bao giờ quay trở lại nữa.
Để đi săn, thợ săn thường phải sắm bộ đồ nghề gồm lưới săn, chó săn rồi cây giáo. Lưới săn được đan bằng dây cói to bằng đầu ngón tay cái, rất chắc chắn. Mỗi tay lưới dài khoảng 150 mét, khá nặng, phải hai người khiêng mới nổi, Kế đến là giáo, tức loại vũ khí dài khoảng mét sáu, đầu bịt sắt nhọn, dùng để đâm khi thú mắc lưới. Để sắm đủ lưới, nuôi bầy chó săn thiện chiến ấy, cả giáo, thợ săn mất khá nhiều tiền. Ở một số nơi thuộc Việt Nam, mùa săn heo rừng hằng năm bắt đầu từ tháng Chạp đến tháng Giêng âm lịch, trùng thời điểm trước và sau Tết cổ truyền, nhất là trong kỳ thu hoạch khoai sắn, khi có nhiều heo từ trong rừng sâu lẻn ra kiếm thức ăn. Tuy nhiên, khi phát hiện thấy có dấu chân heo là người ta tổ chức đi săn, bất kể ngày giờ. Địa điểm đi săn thường là nơi tập trung nhiều heo rừng.

### Chó săn

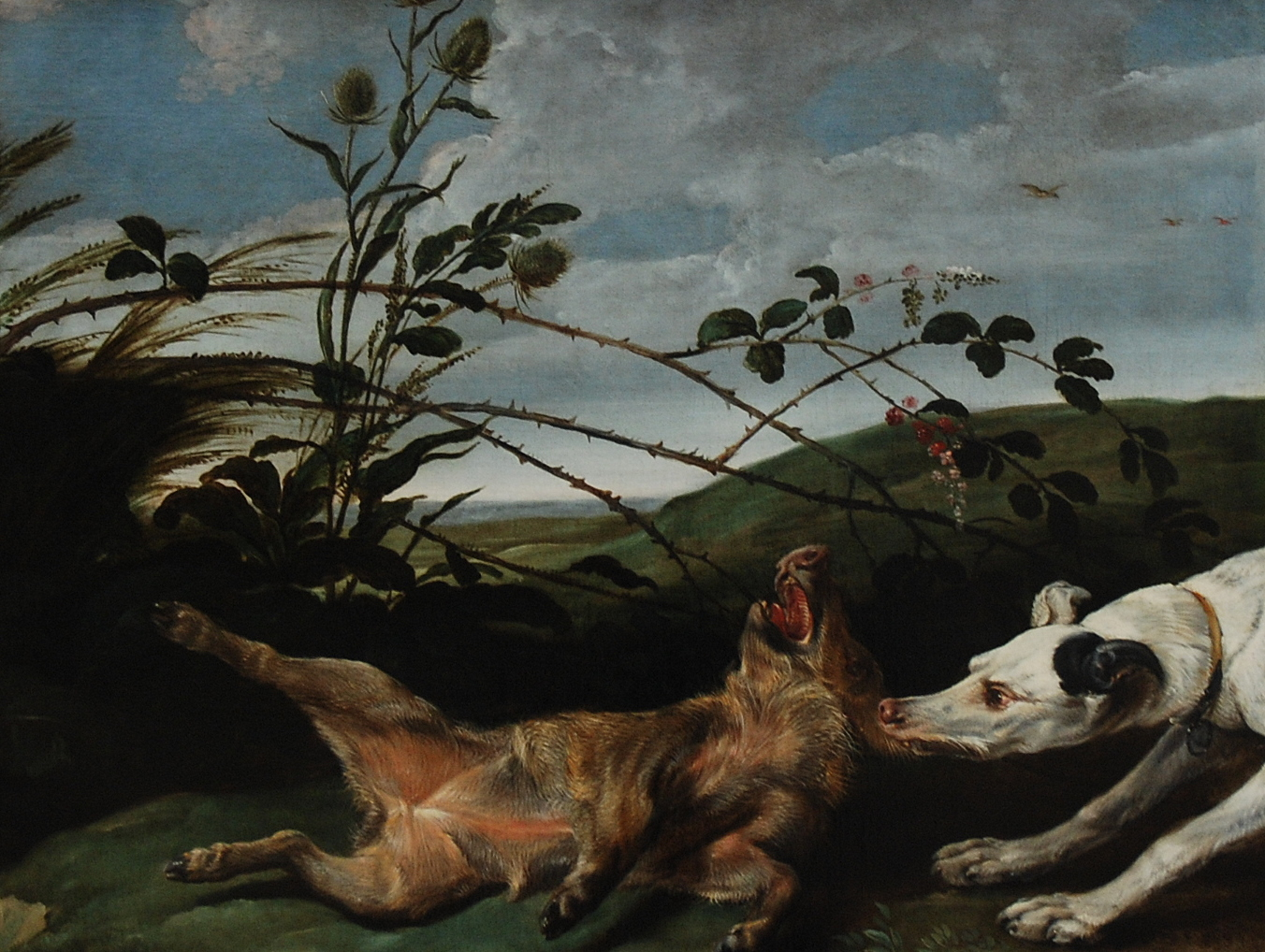
Họa phẩm về một con chó săn đang tấn công lợn rừng

Khi săn heo việc truy đuổi của những chú chó săn là đặc biệt quan trọng. Huấn luyện viên Jose Mourinho là một tay huấn luyện chó cừ khôi đã phát biểu rằng Dùng tiền đạo săn bàn cũng như dùng chó săn lợn rừng. Bạn không thể đi săn với một con mèo Những con chó săn đã được sử dụng để săn lợn rừng từ thời cổ đại. Chó săn heo rừng được chia thành hai loại loại chó rượt đuổi, và những con chó vây bắt. Những con chó săn quấy rối và săn lùng heo rừng, giữ nó dồn ở một nơi và sủa ầm ĩ để báo động cho các thợ săn đến địa điểm, do đó các thợ săn có thể bắt kịp và giết heo rừng. Người ta thường sử dụng các loại chó Cur như Leopard Cur, Rhodesian Ridgeback, Blackmouth Cur, Blue Lacy, Catahoula và những chó săn chuyên đánh hơi mùi hương như Walker Hound, Foxhound, Plott Hound và Berner Niederlaufhund.
Chó săn, ở Việt Nam ngày xưa gọi là mun săn. Hồi đầu thế kỷ XX, nhiều người có trang bị có bầy chó săn đông đến 13 con. Trong đó, có con chó săn đầu đàn cực kỳ tinh khôn. Việc mua và nuôi bầy chó săn không đơn giản, phải là những gia đình có điều kiện ít ra họ cũng xuất thân từ tầng lớp trung nông, phú nông. Những chú chó ở đây được chọn cũng rất công phu, chúng phải là những con chó có máu mặt, tai nhỏ và sức rướn, biết đánh hơi và theo sát con mồi. Những chú chó được chọn thường là chó nhà phú nông, hoặc tầng lớp trung lưu thường bị xiềng xích để tạo tính hung dữ và khôn lanh. Trong những khu rừng nhỏ tiếp giáp với đồng cỏ ở Đà Lạt, người Thượng dùng chó, dáo mác để săn nai và heo rừng. Người ta dẫn theo đàn chó săn 4- năm con chó săn để săn heo rừng ở vùng U Minh đây là những con chó lai, mỗi con nặng 30– 40 kg, được huấn luyện để săn thú rừng, nhiều nhất là heo, khi phát hiện con thú rừng, chó sẽ bao vây tấn công, người thợ săn phải nhanh chóng chọn hướng tấn công, dùng mác dâm thẳng vào cổ hoặc kẹt nách để hạ gục con mồi.
Những con chó chuyên vây bắt con lợn, chúng bám chặt vào con lợn với hàm của mình, điển hình là việc chúng táp và cấu vào tai của lợn (cú cắt kéo). Một khi nó bắt được con lợn, chúng sẽ giữ chặt con lợn băng cách vít đầu đầu con lợn xuống và ghì chặt cho đến khi các thợ săn đến. Các thợ săn sau đó chạy ra phía sau con lợn và giết nó bằng dao hoặc thương, trừ khi mục tiêu là bắt sống. Trong trường hợp bắt sống, các thợ săn sẽ tóm và nâng cao một chân phía sau, lật con lợn nằm ngửa và buộc chặt chân của lợn. Những con chó vây bắt thường là các giống chó khỏe như Bully, chẳng hạn như giống như Bulldog Mỹ, Pit Bull, Staffordshire Bull Terrier, Boxer, Bullmastiff, chó ngao, Cane Corso, Dogo Argentino, Dogue de Bordeaux, Great Dane, Neapolitan Mastiff. Ở Việt Nam, tại vùng rừng U Minh Hạ này nhiều thú lắm đặc biệt là heo rừng chạy thành từng đàn trong rừng. Chỉ với một bầy chó săn và một dàn bẫy người ta có thể bắt được hàng chục con heo rừng và các loài thú khác.

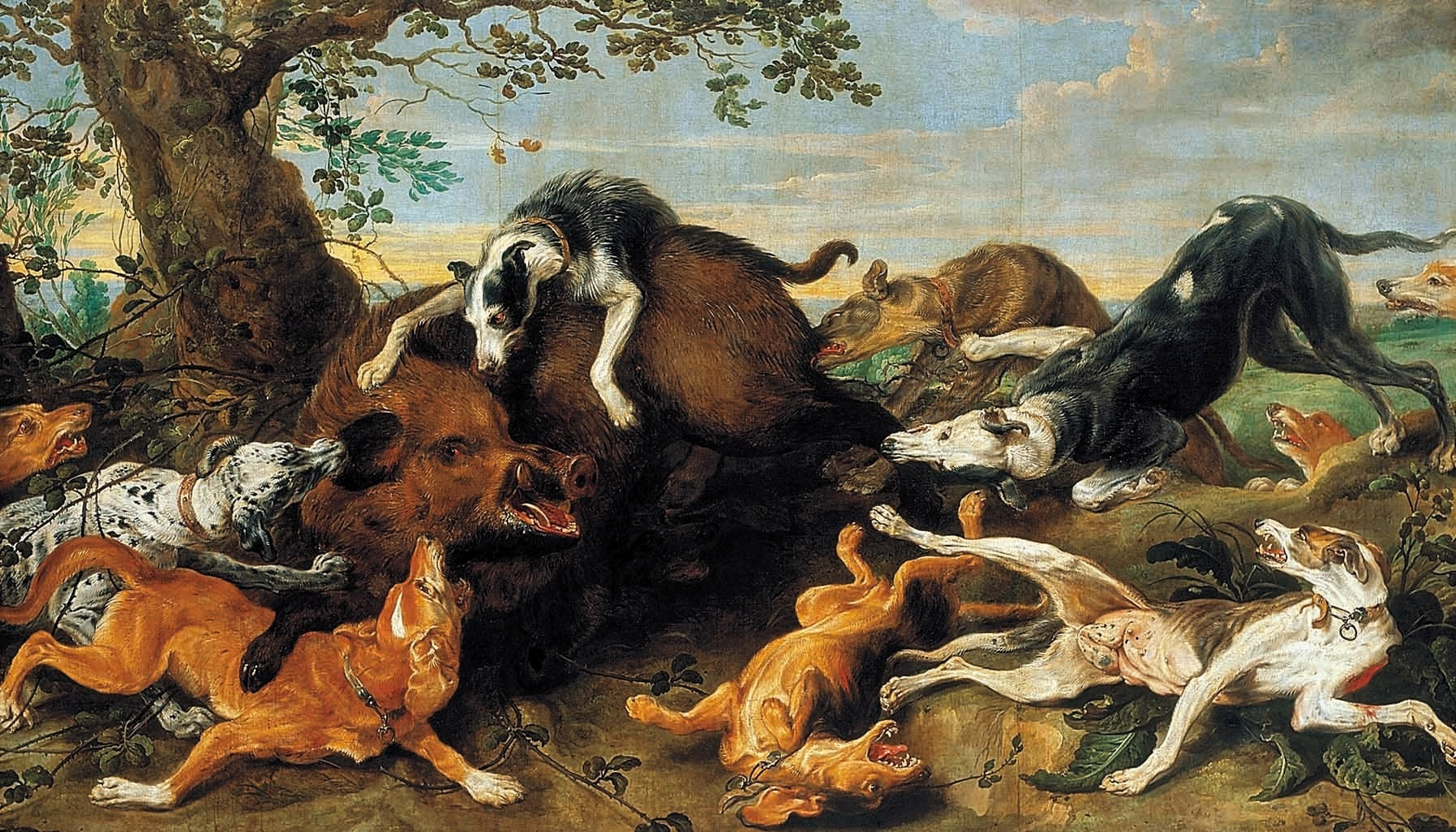
Họa phẩm về một bầy chó săn đang săn lợn rừng

Để săn được lợn rừng, ngoài người thợ săn bắn giỏi họ còn huấn luyện thêm một đội chó săn tinh luyện để cùng hỗ trợ. Mỗi lần đi săn lợn rừng, phường săn mang theo ít nhất ba con chó săn để đuổi bắt. Tuy nhiên, cũng có những khi chó săn bị lợn rừng húc chết. Đó là trường hợp những con chó quá liều lĩnh khi tấn công trực tiếp vào heo rừng và bị nó dùng nanh đánh gục. Năm 2013, tại Nghệ An, chính quyền địa phương đã huy động lực lượng vây bắt một con lợn rừng gồm hàng trăm người với gậy gộc, lưới và chó săn đổ xô đến vây bắt nhưng quậy nát một số vạt lúa của nhiều hộ dân xóm và cắn chết một con chó săn. Do con lợn bị người dân dồn ép, đuổi bắt từ mấy ngày qua nên nó bức bí và trở nên hung hãn, hễ gặp người là tấn công, và đến chiều cùng ngày lực lượng này mới bắt được con lợn hung hãn.
Đặc biệt là tại vùng U Minh Hạ có con lợn rừng độc chiếc gọi là Ông Chảng, nặng tới 180 kg, vốn là một con lợn rừng đã trúng bẫy nhưng con này vô cùng hung dữ. Để thoát bẫy, nó tự cắn đứt chân mình và khi bị mất chân, nó càng hung dữ hơn, khi nó kiếm ăn ở khu rừng ven ấp và hễ gặp người là tấn công. Nhiều người chạy thục mạng khi gặp con lợn này. Con lợn độc chiếc tấn công, hai cái răng nanh sắc nhọn như lưỡi dao của nó vô cùng nguy hiểm. Nó đã giết 4 trong số 06 con chó săn, nó đã 4 lần dùng răng nanh húc lòi ruột chó, rồi ngoạm đứt họng chó, sau đó nó tiếp tục húc chết thêm một con chó săn đầu đàn, sau đó thì bị thợ săn giết chết bằng mũi giáo đã thọc ngập mang tai, cụ thể là khi phát hiện con heo rừng đang núp trong lùm mịt mùng chang đước và cây ráng. Bầy chó săn bao vây, sủa vang động báo hiệu thì con lợn từ trong bụi rậm đã nhảy phóc ra ngoài, trực diện tấn công con chó đầu đàn, nó đánh bằng nanh một phát lòi ruột con chó đầu đàn.

### Bẫy
Bẫy heo cũng là một kỹ thuật cũng được sử dụng cho săn bắn và kiểm soát chó hoang. Nhiều loại bẫy tồn tại và bao gồm thiết kế như vậy là kiểu bẫy hình số 6 hoặc hình trái tim. Heo thường được bắt siết chân hoặc trói cổ cho đến khi các thợ săn đến. Người ta đào những hố sâu gần 2m, sau đó ủ những nhánh cây và rải thức ăn lên trên để dẫn dụ heo rừng sụp bẫy, có nhiều hố những thợ bẫy còn đặt chông bên dưới, khi rơi xuống, heo rừng sẽ chết và họ dễ dàng mang về nhà. Sau những lần bị sập hố, những con lợn rừng càng trở nên tinh ranh hơn, chúng không bị sập nữa, một kiểu bẫy khác là sử dụng một chiếc bẫy có cấu tạo chiếc bẫy khá đơn giản, gồm sợi dây thòng lọng dùng trói chân con thú được làm bằng 8 bợi dây côn, phanh xe đạp, xe máy nối lại. Một đầu dây buộc vào thanh sắt dài khoảng 70 cm và một chiếc lẫy nhỏ để bật dây thòng lọng khi con thú đi lên, những chiếc hố nhỏ đường kính khoảng 15 cm - 20 cm được khoét sâu khoảng 5 cm và đặt lẫy xuống dưới, trên miệng hố những vòng tròn thòng lọng được đặt khéo léo. Khi trúng bẫy, người ta dùng thanh sắt đánh vào đầu, con lợn lồng lên rồi nằm im sau đó trói chặt con lợn rừng bằng những sợi dây cáp của chiếc bẫy khác. Những tay thợ săn không có kinh nghiệm mới đánh chết lợn, người có kinh nghiệm thì chỉ đập cho nó ngất đi rồi đem đến quán bán nó lại tỉnh lại như vậy bán mới được giá.

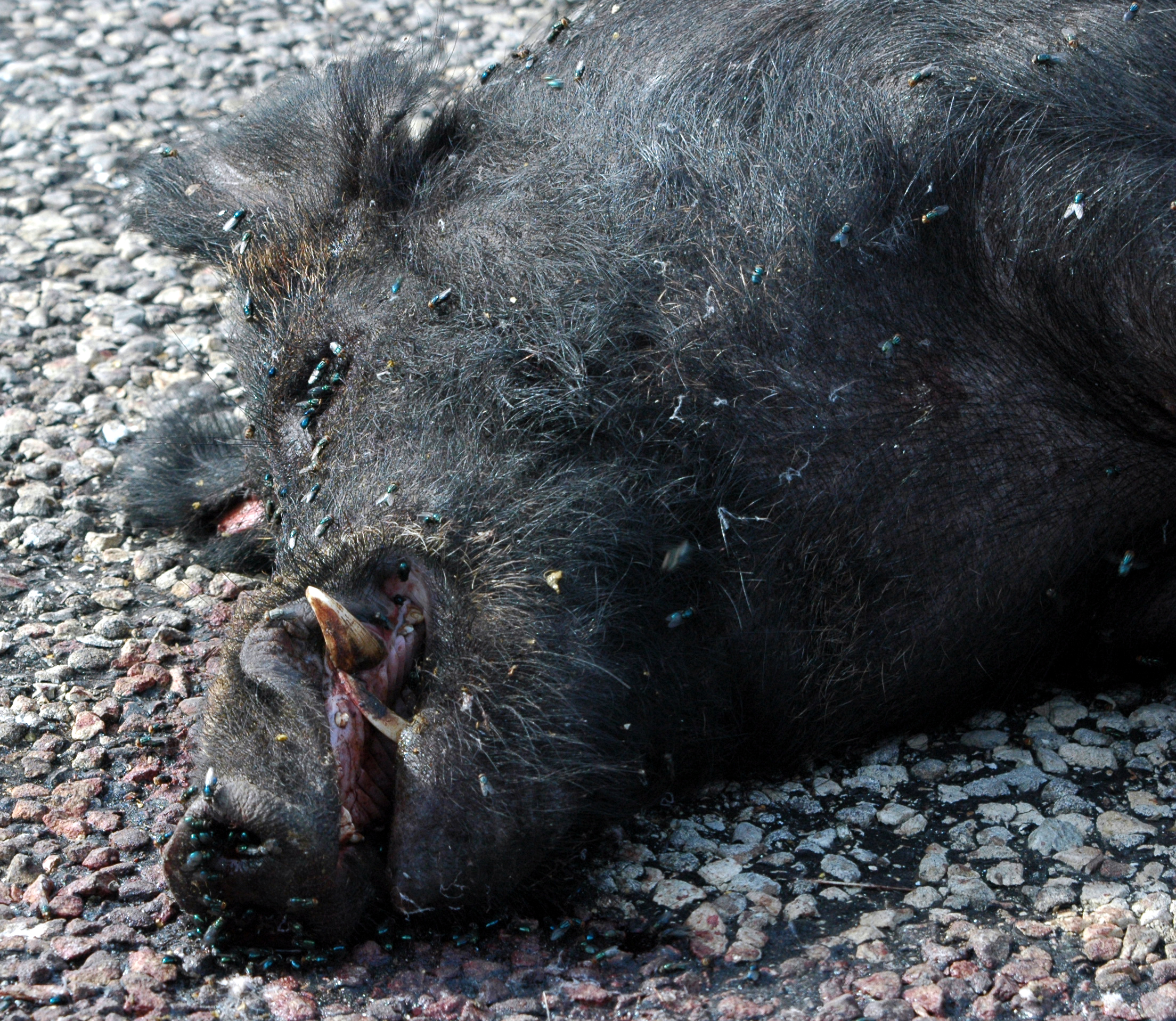
Một con lợn rừng bị bắn chết

Một số nơi tổ chức bẫy heo rừng bằng hầm. Muốn bẫy, người ta đào một cái hố hình chữ nhật, sâu đến mức làm sao để heo rừng khi bị sa xuống đó không thể nhảy lên chạy thoát được. Hai bên hầm được rào kỹ. Hầm có cửa, có dây dương. Heo rừng đi bên nào cũng đụng phải dây dương. Khi đụng, cánh cửa đánh sầm một cái. Cả bầy heo nằm gọn dưới hầm với cái bẫy có thể tóm được một bầy heo đến bảy con. Khi phát hiện cửa đã sụp, tức heo rừng đã mắc bẫy, nằm gọn dưới hầm, nếu chạy về huy động thêm người ra bắt heo thì chủ hầm phải cởi ngay chiếc áo đang mặc hoặc cái mũ đang đội treo ngay trước miệng hầm. Có như vậy, lúc quay lại, heo vẫn còn dưới hầm. Còn không, chúng sẽ chạy hết.
Một phương pháp khác là dồn đuổi vào lưới, Sau khi giăng lưới ở bìa rừng, nơi heo rừng thường lẻn vào, ông mới thả chó. Heo rừng nghe tiếng hò reo, hoảng quá, cứ nhằm hướng không có người mà lao tới. Kết cuộc, chúng tông nhào vào lưới săn làm tụt trụ đỡ khiến hai dây chiêng hai đầu của lưới kẹp cứng lại. Heo nằm gọn trong lưới. Nhiệm vụ đơn giản của đám thợ săn lúc này là dùng giáo đâm heo. Mỗi lần săn, có khi được nhiều đến bốn, năm con. Ít thì một, hai con. Cũng nhiều lúc tốn công mà chẳng được con nào. Nhiều nơi thiết kế chiếc bẫy làm bằng dây cáp, Cấu tạo chiếc bẫy khá đơn giản gồm hai thanh sắt và một dây cáp bằng 12 sợi dây phanh xe đạp gộp lại, dài chừng 8 đến 10 m. Đầu dây cáp cuộn thành một vòng tròn đường kính 20 cm để lừa heo rừng giẫm chân vào. Cuối dây cáp có một thanh sắt dây 0,5 m, Phần vòng tròn đầu sợi dây cáp của mỗi cái bẫy được đặt trên một hố nhỏ đường kính chừng 20 cm. Khi heo giẫm chân vào hố, con leng trên bẫy bật lên, sợi dây cáp trên miệng hố thắt chân con heo lại khiến nó không bỏ chạy xa được, khi biết heo đã bị mắc vào các gốc cây giữa rừng (do đó nó không lồng lộn lên được để tấn công), thợ săn sẽ cầm một cái dùi lớn bằng sắt nện vào đầu con heo cho đến khi nó chết hẳn.

## Mối nguy hiểm

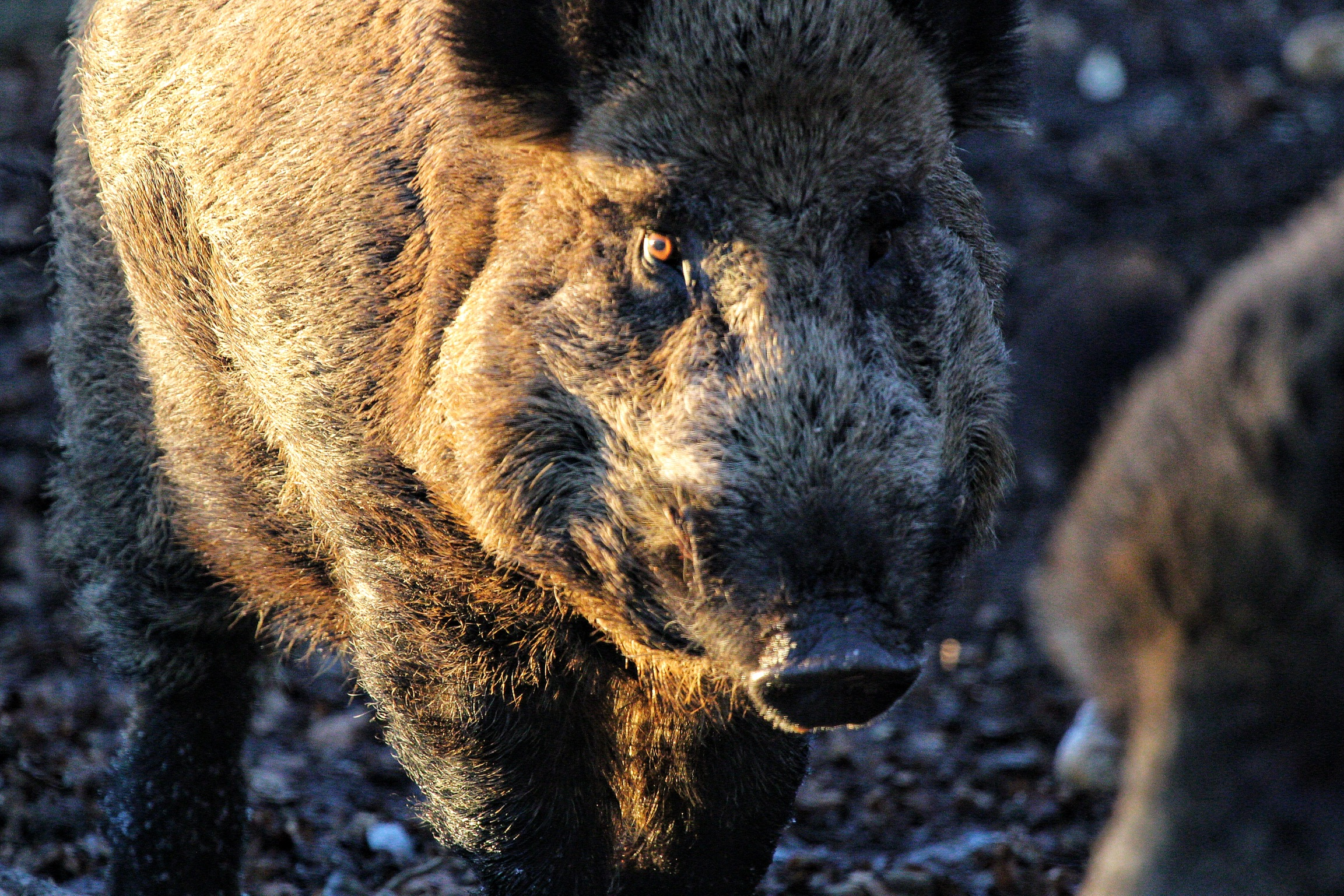
Lợn rừng là loài hung dữ, có thể tấn công người

Săn lợn rừng là bài kiểm tra cho lòng dũng cảm vì khá nguy hiểm đến tính mạng, do đặc tính của lợn lòi rất hung dữ, chúng có nhiều vũ khí tự nhiên lợi hại, đặc biệt khi điên tiết, nó có thể quay trở lại tấn công con người bất chấp thương tích, Hai chiếc răng cửa trắng như ngà, dài gần gang tay chìa ra ngoài như sẵn sàng đâm thủng da thịt của đối thủ. Nghề này nguy hiểm, có nhiều người bị heo rừng báo thù, tấn công đến trọng thương, tàn tật suốt cả đời. Nhiều thợ săn phải bắn cả chục phát đạn mới hạ gục được con heo, đặc biệt là khi trúng đạn, nó thường nổi giận, quay lại tấn công thợ săn. Lợn rừng nổi tiếng là sống dai, vì thế ngay cả khi con lợn khuỵu ngã các đội thợ săn kinh nghiệm vẫn không dám bước ngay lại gần họ cần chờ một lúc lâu sau mới dò dẫm tiến vào và sẵn sàng phòng trường hợp nó vùng dậy tấn công. Lợn rừng một số con rất khôn, rất hung hãn, nhất là loại heo độc chiếc, tức heo đực có răng nanh. Trong lúc mắc vào lưới, có con cắn đứt lưới, vùng chạy thoát. Có con cùng đường, húc cả vào thợ săn. Hàng năm, có cả chục thợ săn bị quái thú lợn rừng khổng lồ húc chết, nhưng thú chinh phục lợn rừng vẫn cuốn hút thợ săn ưa mạo hiểm.
Loại lợn rừng ở Tây Yên Tử được gọi là con quái vật của rừng già, chúng sống ở nơi có những rừng tre trúc rất lớn, thức ăn bổ dưỡng là măng có quanh năm, nên giống lợn rừng ở đây to lớn, hung dữ lạ lùng. Các thợ săn tại khu vực này săn được những con lợn rừng nặng đến cả tạ, nanh dài đến gang và cũng không ít người mang thương tật nặng vì loài vật này Ở Việt Nam có câu chuyện về một lần có người vác súng đi săn trên núi Pha Xiêng đỉnh cao của dãy núi Pù Dào, người thợ săn nằm phục một con lợn lòi nặng khoảng 80kg trong tiết trời giá rét, khi thấy tấm thân mốc thếch của con thú đi vào tầm bắn, người thợ săn bắn hạ con thú ngã vật xuống nhưng bỗng thấy nó vùng dậy, nhằm thẳng gốc cây nạn đang trú ẩn phóng tới với một tốc độ nhanh và dùng cả tấm thân đồ sộ, cùng cặp răng nanh đâm sầm vào và hất tung nạn nhân văng xuống sườn dốc, nạn nhân bất tỉnh và vết thương chí mạng đó hành hạ đến chết
Tại Quảng Trị, những người thợ săn kể lại rằng khi có con heo một giẫm phải bẫy con heo này đã kéo chiếc bẫy đi hơn 3 km, nhưng nó vẫn còn rất khỏe. Khi lần theo dấu vết, người thợ săn nhìn thấy heo nằm im lìm, liền lao đến mở dây cáp, khi vừa bước đến sát bên, con heo lồng lên. Hai hàm răng nhọn của nó cày nát lưng của nạn nhân. Một trường hợp khác, con heo rừng trúng bẫy nhưng nó mang bẫy đi thật xa, tìm nơi có đất mềm và xốp, dùng răng, mõm đào một cái hầm rồi nằm thu mình dưới đất người thợ săn sung sướng nên mất cảnh giác với heo, khi ba người vừa ngang qua chỗ con heo ẩn mình, nó bất ngờ lồng lên, đè một người ngã bổ xuống, mặt mày sưng vù, gãy cả chân, tay, tấn công rồi, con heo mang theo bẫy trốn đi. Có câu chuyện về người thợ săn ở Đại Bình săn heo, sau khi đâm nhát giáo đầu tiên, heo rừng liền quật gãy giáo và tấn công lại, người thợ săn phải cầm lấy hai tai và vật lộn với nó đồng thời kêu người đến bắt heo, liên tục đấm vào đầu heo, lắc giáo khiến heo kiệt sức, nhưng nó cũng đủ gượng lại để cắn đứt lìa ba ngón tay.
Tại Hà Tĩnh có câu chuyện về săn lợn rừng, khi lợn rừng trúng bẫy và thợ săn phát hiện một con lợn rừng đang nằm thở phì phò bên bụi cây, cuộc vật lộn cả đêm đã làm nó hết sức chống cự. Con lợn rừng gầm gừ dựng đứng hàng lông trên gáy, mắt gườm gườm nhìn thẳng vào đám người vây quanh. Nó loạng choạng cố đứng dậy cố tạo thế phòng thủ nhưng nó lại quỵ xuống ngay. Người thợ săn tưởng đã tóm được con lợn này, thấy nó nằm im tưởng nó đã hết sức chống đỡ, vừa đến gần con lợn vùng lên lao thẳng vào nạn nhân, sau cú tấn công bất ngờ này, nạh nhân phải nằm viện hơn 1 tháng trời với chằng chịt vết thương trên mình còn con lợi kéo theo cả chiếc bẫy chạy thoát. Một câu chuyện khác về dân bản đánh bẫy được một con lợn lòi nặng 120 kg đem về quẳng giữa sân để chờ xả thịt nhưng con lợn bứt dây thoát được và con thú bị thương đó lập tức lồng lên, xông thẳng vào một người phụ nữ khiến người này mình mẩy đầy máu, chỉ kêu khóc thảm thiết rồi gục xuống tắt lịm, chết tại chỗ, 31 người đàn ông quây lại mà không hạ nổi con thú đang cơn khát máu đó đến sáng hôm sau, khi đám thợ săn đem súng đến nhằm vào gốc lau nó đang trú ẩn, bắn 12 phát đạn thì mới hạ được con lợn lòi này

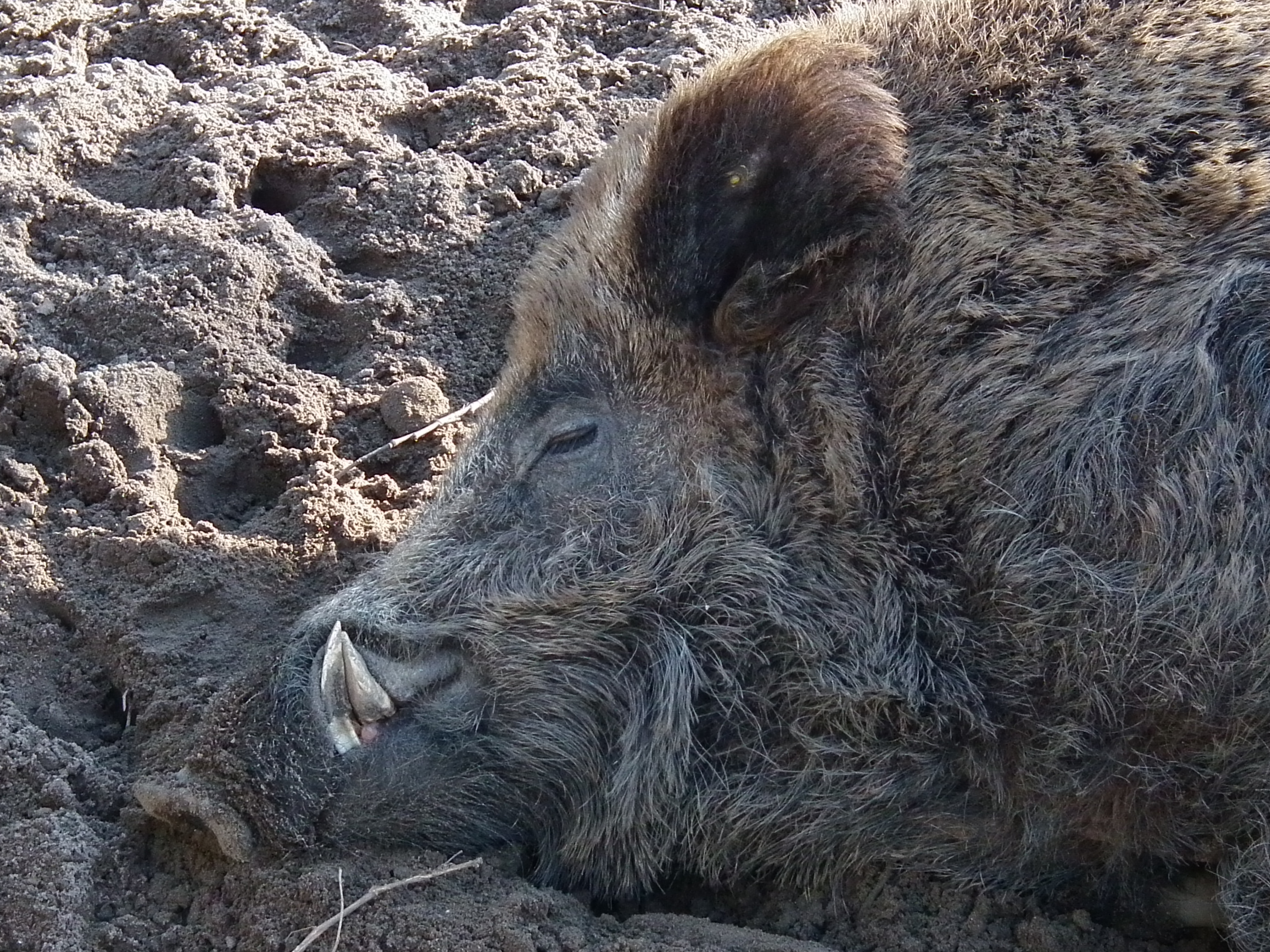
Cặp nanh của lợn lòi có thể húc chết người

Tại vùng Thạch Thành, Thanh Hóa, không chỉ hổ, mà lợn lòi cũng là loài phá hoại cuộc sống người dân ghê gớm. Nếu hổ ăn thịt người, giết hại trâu, bò, lợn, dê, thì lợn lòi phá hoạt mùa màng, cây cối, và cũng húc chết nhiều người. Ban đêm người dân Thạch Thành không dám ra khỏi nhà vì sợ hổ, ngày không dám lên nương vì sợ lợn lòi. Giống lợn lòi ở Thạch Thành thân to như trâu nước, nặng đến 3-4 tạ, hai răng nanh cong vút, sắc như kiếm. Giống lợn lòi độc chiếc vô cùng hung dữ. Khi chúng đang đào bới sắn, nhai ngô, con người xuất hiện, không những chúng không chạy, mà xông thẳng vào húc. Nếu không nhanh chân, nhẹ thì toạc da, lòi thịt, nặng thì sổ ruột gan vì cú húc của lợn lòi. Có câu chuyện về nữ thợ săn can đảm giết hàng loạt lợn lòi. Ở đâu có lợn lòi phá hoại là thợ săn này lùng bắt.
Một chiều, con lợn lòi khổng lồ từ rừng mò vào khe Lóng Thục phá ruộng nương, ăn rau lang ở ruộng cạnh cây sú. Con lợn lòi đã phá nát cả sào ruộng khoai, sắn. Nữ thợ săn tiến lại gần, ngắm về phía con lợn rồi điểm hỏa. Con lợn không hề sợ hãi, mà giương mắt nhìn, rồi phi về phía thợ săn như máy ủi. Cú nổ như mìn, khiến máu từ thân con lợn lòi phun ra thành tia. Phát đạn không trúng đầu, nên chẳng ăn thua gì với nó. Nó xông đến húc bà. Thợ săn tiếp tục bắn tên độc cắm phầm phậm vào con lợn mà vẫn chưa hạ được nó và phải tránh những cú húc điên cuồng của lợn độc chiếc. Thêm nhiều nhát dao cắm ngập vào lưng, bụng, đầu, và khi thuốc độc ngấm sâu, con lợn mới chịu nằm vật xuống đất, thở hổn hển. Sau đó mọi người xẻ thịt con lợn lòi chia nhau. Xẻ thịt lợn lòi xong,cả bản xả thịt lợn ăn uống tưng bừng
Ngoài ra, có tường trình cho biết đi săn heo rừng còn có thể gặp phải những sự cố hy hữu khác, chẳng hạn như thợ săn heo rừng có thể bị lũ cuốn trôi bất chợt, có thông tin ở cho thấy nhiều thợ săn lên rừng săn heo nhưng bị lũ cuốn trôi, không tìm thấy thi thể hoặc nhiều trường hợp đi săn heo rừng nhưng lại bắn nhầm, chẳng hạn như bắn nhầm bạn săn, chẳng hạn như vụ án dùng súng săn vô ý gây chết người của một vụ săn nhầm hy hữu vừa xảy ra tại địa phương Quảng Ngãi thậm chí ở Nga xảy ra trường hợp một người đàn ông đang đi săn lợn rừng ở miền trung nước Nga thì vô tình bắn chết một sĩ quan cảnh sát, ông này núp sau bụi cây, đối tượng dùng khẩu súng ngắn định bắn vào một con lợn rừng chạy ngang qua nhưng trượt mục tiêu. Thay vào đó, viên đạn lại găm thẳng vào người một người đi săn khác là một cảnh sát.